# 감악산 (강원/충북)
감악산(紺岳山)은 대한민국 강원특별자치도 원주시와 충청북도 제천시의 경계에 있는 높이 945m의 산이다.

## 같이 보기
- 한국의 산